# Fabien Boyer
Pour les articles homonymes, voir Boyer.
Fabien Boyer, né le 12 avril 1991 à Vienne (France), est un footballeur international malgache, français de naissance, qui évolue au poste de défenseur central.

## Carrière de club
Boyer a commencé sa carrière avec Jura Sud, où il a disputé 19 matches de championnat au cours de la saison 2010-2011. À l'été 2011, il rejoint l'équipe de réserve rennaise et joue 20 matches en CFA 2 , avant de s'installer à Angers avant la campagne 2012-13. Il a fait ses débuts professionnels lors de la victoire 1-0 contre Sedan le 27 juillet 2012. Le 17 juillet 2018, Boyer subit une rupture du ligament croisé lors d'un match amical de pré-saison pour Grenoble contre Annecy, ce qui lui permet de jouer qu'un seul match dans la saison.
Après avoir été sans club pendant près d'un an, Boyer signe pour Annecy le 12 juin 2020, qui a récemment été promu en National (troisième division française).

## Statistiques
| Saison                | Club                  | Championnat           | Championnat | Championnat | Coupe(s) nationale(s) | Coupe(s) nationale(s) | Total | Total |
| Saison                | Club                  | Division              | M.          | B.          | M.                    | B.                    | M.    | B.    |
| 2012-2013             | Angers SCO            | Ligue 2               | 22          | 0           | 2                     | 0                     | 24    | 0     |
| 2013-2014             | Angers SCO            | Ligue 2               | 10          | 0           | 3                     | 0                     | 13    | 0     |
| Sous-total            | Sous-total            | Sous-total            | 32          | 0           | 5                     | 0                     | 37    | 0     |
| 2014-2015             | LB Châteauroux (prêt) | Ligue 2               | 18          | 1           | 4                     | 0                     | 22    | 1     |
| Sous-total            | Sous-total            | Sous-total            | 18          | 1           | 4                     | 0                     | 22    | 1     |
| 2015-2016             | KV Courtrai           | Jupiler Pro League    | 11+2        | 0           | 2                     | 0                     | 15    | 0     |
| 2016-2017             | KV Courtrai           | Jupiler Pro League    | 1           | 0           | 1                     | 0                     | 2     | 0     |
| Sous-total            | Sous-total            | Sous-total            | 14          | 0           | 3                     | 0                     | 17    | 0     |
| 2016-2017             | US Créteil-Lusitanos  | National              | 8           | 1           | -                     | -                     | 8     | 1     |
| 2017-2018             | US Créteil-Lusitanos  | National              | 17          | 0           | -                     | -                     | 17    | 0     |
| Sous-total            | Sous-total            | Sous-total            | 25          | 1           | -                     | -                     | 25    | 1     |
| Total sur la carrière | Total sur la carrière | Total sur la carrière | 89          | 2           | 12                    | 0                     | 101   | 2     |

## Carrière internationale
Boyer est né en France et est d'origine malgache. Il a fait ses débuts pour l'équipe nationale de football de Madagascar dans un match amical 1 à 1 avec les Comores le 11 novembre 2017. 
Il est également présélectionné pour la préparation de la Coupe d'Afrique des nations 2019, mais ne sera finalement pas retenu dans le groupe pour la phase finale.